# Estadi Al-Merreikh
L'Estadi Al-Merreikh, també conegut com Castell Vermell, és un estadi de futbol i atletisme de la ciutat d'Omdurman, al Sudan.
Va ser inaugurat el 30 de novembre de 1964. És la seu del club Al-Merreikh SC i té una capacitat de 43.000 espectadors.
En aquest estadi es disputà el partit de desempat de la classificació per a la copa del Món de 2010 entre Algèria i Egipte (1-0).